# Philippe de Monte
Philippe de Monte (1521 – †4 de julio de 1603) fue un compositor flamenco del Renacimiento tardío. Escribió más madrigales que cualquier otro compositor de la época, y fue uno de los músicos más influyentes en este género. 

## Biografía
De Monte nació en Malinas. Después del aprendizaje musical durante su niñez en la catedral de Saint Rumbolds de su ciudad natal, (donde fue coreuta), viajó a Italia, destino común para un joven compositor flamenco en el Siglo XVI. Allí se hizo de renombre como compositor, cantante y maestro de música. Fue alumno de Orlando di Lasso.